# Adrian Young
Adrian Samuel Young (ur. 29 sierpnia 1969 w Long Beach w Kalifornii) – amerykański muzyk, perkusista w zespole rockowym No Doubt.

## Życiorys
Rodzice Adriana byli hippisami. Ma czterech braci: Alexa, Damiana, Jeffa i Aarona. Jego ojciec jest nauczycielem w Lexington Junior High School w Kalifornii.
Adrian Young jest bardzo cenionym perkusistą studyjnym. Nagrywał lub występował z Bow Wow Wow, Scott Weiland, Dilana, Kelis, Maroon 5, Unwritten Law, The Vandals, Bing Ji Ling, i wieloma innymi artystami i zespołami.
Young jest znany wśród fanów występowaniem na koncertach w samych stringach lub nago.
Członkiem No Doubt stał się w 1989 r., kiedy zespół ogłosił, że poszukuje nowego perkusisty. Young zgłosił się na przesłuchanie, podczas którego powiedział, że ma ośmioletnie doświadczenie w grze na perkusji. Skłamał żeby dostać się do zespołu.
W październiku 1999 r., w ostatni dzień trasy California Club, Adrian przed tysiącami fanów oświadczył się swojej dziewczynie Ninie Kent. Ślub odbył się 16 stycznia 2000 r. Dwa lata później, 9 lutego 2002 r., Nina urodziła syna, Masona Jamesa Younga. W maju 2010 r. Adrian ogłosił, że jego żona po raz drugi jest w ciąży i urodzi im się córka. Niedługo potem, w 8 miesiącu ciąży, Nina straciła dziecko. W 2011 r. Nina ponownie zaszła w ciążę i urodziła córkę, Magnolie Renée Young. Drugie imię dziewczynka dostała na cześć wokalistki zespołu No Doubt: Gwen Renée Stefani. Adrian lubi spędzać wolny czas na polu golfowym.